# Louis Jeppesen
Louis Ferdinand Jeppesen (født 14. august 1876 i København, død 15. juni 1944 på Frederiksberg) var en dansk arkitekt, der var udøver af nationalromantik og nybarok.
Louis Jeppesen var søn af arkitekt Emil Jeppesen og Christine Johanne Petrine Lorentzen. Han blev dimitteret fra Teknisk Skole og gik på Kunstakademiet fra marts 1896 indtil afgang april 1903. I studietiden var han ansat hos Vilhelm Dahlerup, A.S.K. Lauritzen og Andreas Fussing og var konduktør for Vilhelm Fischer (Hotel Bristol) og for Anton Rosen (Paladshotellet). Jeppesen åbnede egen tegnestue i København 1910 og fik samme år Theophilus Hansens Legat. 
Han fortsatte faderens virke som arkitekt for De Danske Sukkerfabrikker og samtidig arbejdede han for Strandvejsgasværket. Hans bygninger præges af tidens eksperimenter med asymmetrisk grundplan og plastiske virkninger.
Han blev gift 16. juni 1906 på Frederiksberg med Mary Petrea Isidora (Issi) Petersen (17. oktober 1870 i København – 30. juli 1946 på Frederiksberg), datter af bud, fhv. høker Anders Petersen og Elisabeth Jensen. Han er begravet på Sundby Kirkegård.

## Værker
- Nærum gl. Skole, Concordiavej 1-3 (1901, sammen med Emil Jeppesen, senere ombygget)
- Direktørboligen ved Strandvejsgasværket, Carolinevej 32, Hellerup (1913)
- Staldbygning til Knud Højgaards villa, Lemchesvej 19, Hellerup (1914)[1]
- Konsul Niels Høys villa, Hambros Allé 32, Hellerup (1915, udstillet 1918, kraftigt ombygget)
- Sommerhus ved Hornbæk (1916)
- Sommerhus ved Allinge, Bornholm (1916)
- Grosserer Gammeltoft-Schougaards sommerhus i Rungsted (udstillet 1916)
- Ombygning af villa fra 1896, Marievej 24, Hellerup (1917)
- Overgartner P.N. Klougarts bolig i Rungsted (udstillet 1920)
- Havearkitekt Erik Erstad-Jørgensens hus, Hattesens Allé 11, Frederiksberg (1920, præmieret af Frederiksberg Kommune, udstillet 1922)
- Grosserer Charles Rasmussens hus, Øregaards Allé, Hellerup (udstillet 1924)
- Beboelsesejendomme
- Fabrikker, bl.a. for De Danske Sukkerfabrikker, Dansk Farveri- og Merceriserings Anstalt i Kongens Lyngby (nedrevet) og Strandvejsgasværket i Hellerup (nedrevet)